# Niangua
Niangua är en ort i Webster County i Missouri. Vid 2010 års folkräkning hade Niangua 405 invånare.

## Kända personer från Niangua
- Roy Blunt, politiker